# Anomalomydas australicus
Anomalomydas australicus is een vliegensoort uit de familie Mydidae. De wetenschappelijke naam van de soort is, geplaatst in het geslacht Miltinus, voor het eerst geldig gepubliceerd in 1950 door Paramonov.
De soort komt voor in Australië (Zuid-Australië).